# Wilber (Nebraska)
Wilber település az Amerikai Egyesült Államok Nebraska államában, Saline megyében, melynek megyeszékhelye is. Lakosainak száma 1937 fő (2020. április 1.).

## Népesség
A település népességének változása:

| 2010 | 1 855 |
| 2020 | 1 937 |